# Cartagena, Colombia

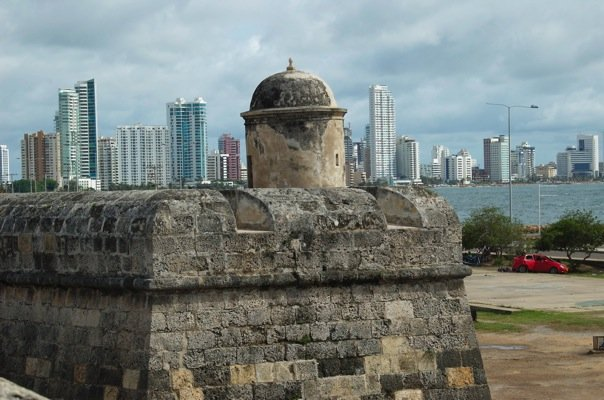
Bocagrande i Cartagena

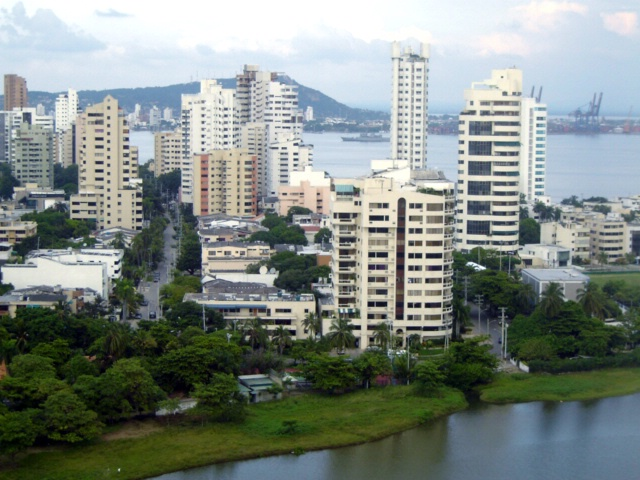
Cartagena, Bocagrande

Cartagena, även känd som Cartagena de Indias, är en kommun och stor hamnstad vid Colombias norra kust. Den är administrativ huvudort för departementet Bolívar.
Cartagena möter Karibiska havet i väster. I söder ligger Cartagenabukten (Bahia de Cartagena) med de två infartslederna Bocachica i söder och Bocagrande i norr. 
Hamnen, fästningarna och monumenten i gamla Cartagena klassades av Unesco som Colombias första världsarv 1984.

## Historia
Staden grundades 1533 av don Pedro de Heredia efter staden Cartagena i Spanien. Under den spanska kolonisationen var staden ett viktigt centrum för nya bosättningar i Amerika och är än idag en ekonomisk knutpunkt som drar till sig många turister.

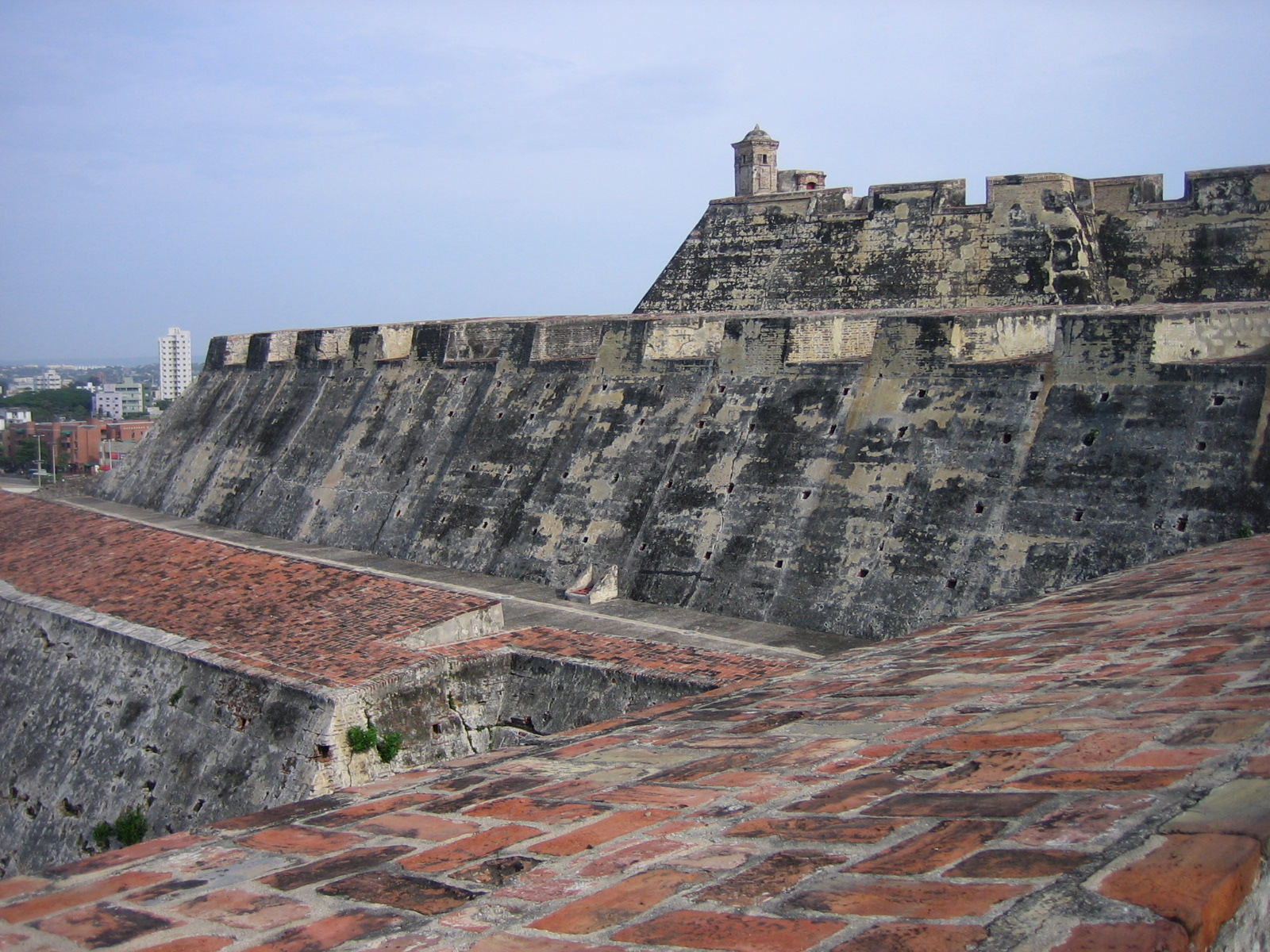
Cartagena, San Filipe de Barajas fort

Under 1500- och 1600-talet var Cartagena en del av det Spanska havet, en av de viktigaste hamnarna för Spanska skattflottan och därmed även ett huvudmål för brittiska och franska pirater och kapare (exempelvis Sir Francis Drake, som plundrade staden 1580).
Många av Cartagenas fortifikationer finns kvar än idag: San Felipe de Barajas slott, byggt mellan 1536 och 1657. Murarna omkring den gamla staden (las Murallas); Undervattensmuren längs Bocagrande byggd mellan 1771 och 1778 samt forten San Jose och San Fernando, uppförda mellan 1751 och 1759 vid Bocachica.
Många koloniala byggnader finns i den gamla staden, bland annat Inkvisitionspalatset, en katedral, Santa Clara nunnekloster (numera ett hotell) och en Jesuitskola. Alldeles utanför stadsmurarna finns en staty över den lokala hjälten "India Catalina".

## Stad och storstadsområde
Cartagena kommun hade 923 219 invånare år 2008, med 876 334 invånare i centralorten på en yta av 570 km².
Cartagenas storstadsområde, Área Metropolitana de Cartagena, består av fem kommuner med sammanlagt 1 026 889 invånare år 2008 på en yta av 1 361 km². Förutom Cartagena ingår även kommunerna Clemencia, Santa Catalina, Turbaco och Turbaná i området.

## Staden idag

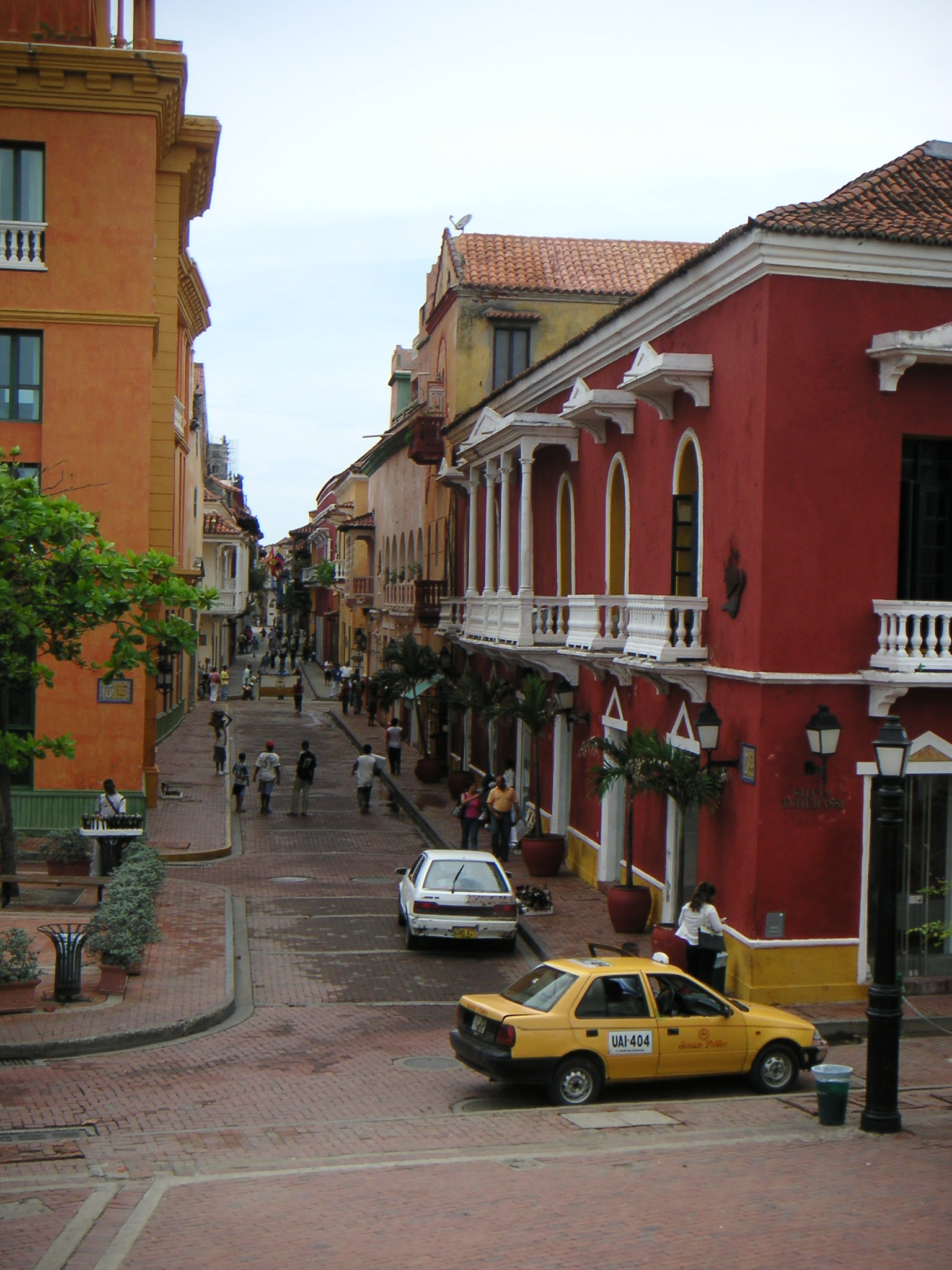
Gata i Cartagena, gamla staden

Söder om Murallas och på halvön Bocagrande ligger den moderna staden. Det är en av Colombias största hamnar och slutet på en lång oljeledning. Norr om staden ligger Rafael Núñez internationella flygplats. Cartagena hyser även Colombias största karibiska örlogsbas, kallad A.R.C Bolívar.
Omkring 30 km sydväst om Cartagena ligger Islas de Rosario (Rosenkransöarna), en nationellt skyddad park med ett vattenland med tränade delfiner och många olika tropiska fiskar och hajar.
Tack vare Cartagenas tropiska läge, är klimatet mycket jämnt över året. Högsta dygnsmedeltemperaturen under ett år uppgår till 31 °C och lägsta till 24 °C. Cartagena har även en 90% fuktighet och har en regnperiod som normalt börjar i oktober. Totalt faller cirka 1 000 mm regn i Cartagena under ett år.

## Cartagena på film
Delar av filmen Den vilda jakten på stenen (Romancing the Stone) från 1984, i regi av Robert Zemeckis, utspelar sig i Cartagena.